# Hiệu ứng lan truyền

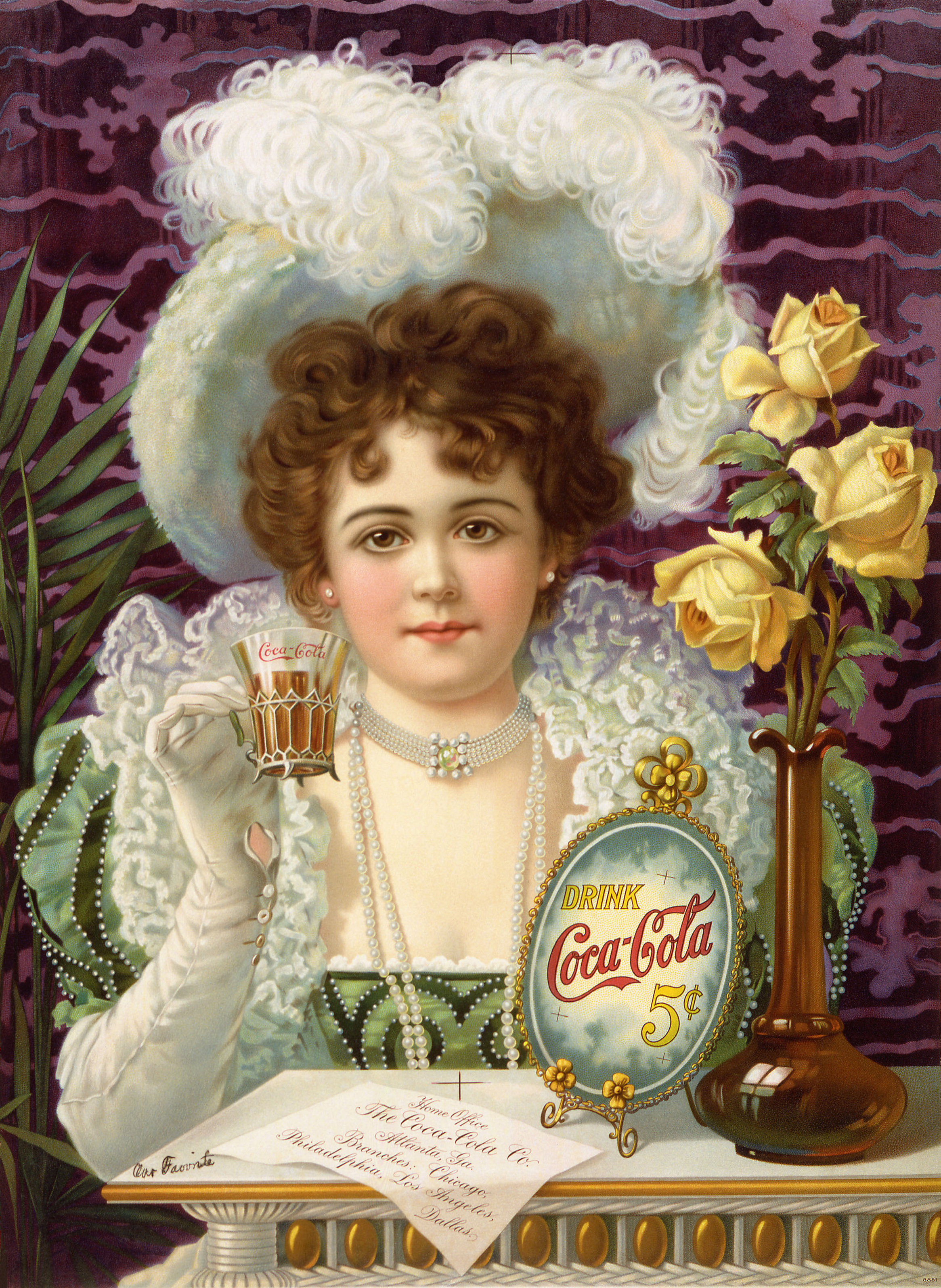
Một quảng cáo về Coca Cola đã tạo la hiệu ứng lan truyền cho đến ngày nay

Minh hoạ về các yếu tố làm lan truyền thông tin trong thời hiện đại

Hiệu ứng lan truyền (Social proof hay Informational social influence) hay còn gọi là Hiện tượng lan truyền (Viral phenomenon) là một hiện tượng tâm lý và xã hội trong đó mọi người làm theo hành động của người khác trong việc lựa chọn cách cư xử trong một tình huống nhất định. Khi một người ở trong tình huống mà họ không chắc chắn về cách cư xử đúng đắn, họ thường sẽ tìm đến người khác để tìm manh mối liên quan đến hành vi đúng đắn đó là ảnh hưởng xã hội thông tin trái ngược với ảnh hưởng xã hội chuẩn mực trong đó một người tuân theo để được người khác thích hoặc chấp nhận. Đây là một hiện tượng tâm lý của con người, họ có xu hướng bắt chước hành động của người khác để thực hiện một sự việc nào đó. Trong hiện tượng tâm lý này, con người thường dựa vào ý kiến, hành vi, hoặc nhận xét của những người khác để xác định quyết định của mình. Hiệu ứng này được cho là dựa trên niềm tin rằng nếu nhiều người khác đang cùng làm điều gì đó, thì điều đó ắt phải là điều đúng đắn, tốt đẹp.
Tác động của ảnh hưởng xã hội có thể được nhìn thấy ở xu hướng tuân thủ của các nhóm lớn, được một số ấn phẩm gọi là Hiệu ứng bầy đàn. Bằng chứng xã hội là một loại sự phù hợp. Khái niệm này đã trở thành một cách phổ biến để mô tả cách suy nghĩ, thông tin và xu hướng di chuyển vào và xuyên qua dân số loài người. Sự phổ biến của phương tiện truyền thông lan truyền đã được thúc đẩy bởi sự gia tăng nhanh chóng của các trang mạng xã hội, trong đó khán giả là những người được mô tả một cách ẩn dụ là đang trải qua "sự lây nhiễm" và "sự ô nhiễm" đóng vai trò là người bị mang mầm bệnh thụ động thay vì đóng vai trò tích cực để truyền bá nội dung, khiến nội dung đó trở nên sự lan truyền. Thuật ngữ phương tiện lan truyền khác với phương tiện có thể lan truyền vì thuật ngữ sau đề cập đến tiềm năng của nội dung có thể trở nên lan truyền. Meme là một ví dụ được biết đến về các mẫu lan truyền thông tin. Từ meme được Richard Dawkins đặt ra trong cuốn sách The Selfish Gene xuất bản năm 1976 của ông như một nỗ lực để giải thích memetics hoặc cách các ý tưởng được nhân rộng, biến đổi và phát triển.